# Robin Schlapp
Robin Schlapp (anglès: Robert Schlapp)  (Edimburg, 18 de juliol de 1899 - Ashford, 31 de maig de 1991) va ser un matemàtic escocès.
El pare de Schlapp era un emigrant alemany que era professor de literatura germànica a la universitat d'Edimburg. Entre 1907 i 1917 va fer els estudis secundaris a la George Watson School d'Edimburg. Tot i ser fill d'alemanys, va fer tasques militars entre 1917 i 1919, durant la Primera Guerra Mundial. Va estudiar matemàtiques i filosofia natural a la universitat d'Edimburg des de 1919 fins a 1923. A continuació va fer estudis de doctorat al Saint John's College de la universitat de Cambridge, obtenint el títol el 1925 amb una tesi dirigida per Joseph Larmor. A continuació, va ser nomenat professor de la universitat d'Edimburg on va fer la resta de la seva carrera acadèmica fins al 1969 en que es va retirar, excepte el curs 1931-32 en que va estar a la universitat de Wisconsin amb el professor John van Vleck. A Edimburg va ser assistent dels catedràtics de física teòrica Peter Guthrie Tait i Max Born. Des de 1955 fins a 1959 va estar ocupat en la tasca de secretari del congrès de matemàtics d'Edimburg de 1958.
Schlapp era també un bon músic, intèrpret de cello, i feia el quartet matemàtic amb els professors William Edge (piano), Alec Aitken (violí) i Walter Ledermann (viola). El quartet amenitzava les reunions de la Societat Matemàtica d'Edimburg dels primers divendres de cada mes.